# 永嘉公主 (南梁)
永嘉公主（?—?），中国南朝梁公主，梁武帝萧衍之女。
永嘉公主嫁给了琅琊王氏王铨拜驸马都尉。王铨历任侍中、丹阳尹、卫尉卿。王铨家族三代驸马。王铨父王琳娶梁武帝妹妹义兴长公主蕭令嫕，王铨子王溥娶武帝孙女、梁简文帝女余姚公主。

## 传记资料
- 《南史 卷二十三 列传第十三 王铨传》